# Howard Luck Gossage
Howard Luck Gossage (* 30. August 1917 in Chicago; † 9. Juli 1969) war ein US-amerikanischer Werbetexter und Art Director, der besonders in den 1960er-Jahren im deutschsprachigen Raum und in den Vereinigten Staaten mit seinen kritischen Äußerungen über Werbung Aufsehen erregte. Sein wichtigstes Buch, Ist die Werbung noch zu retten?, wurde 1967 von Barrows Mussey in Deutschland initiiert, übersetzt und herausgegeben, nachdem dieser Gossages Artikel in verschiedenen Zeitschriften gelesen hatte. Erst zwanzig Jahre nach dem überraschenden Erfolg im deutschsprachigen Raum fand sich in den USA ein Verleger.

## Leben
Gossage wurde 1917 geboren. Er studierte an den Universitäten von Kansas City, Paris und Genf. Im Zweiten Weltkrieg war er Kampfpilot. Mit 36 Jahren stieß er zur Werbung. Gossage war in zweiter Ehe mit Sally Kemp, einer Broadway- und Filmschauspielerin, verheiratet. Er eröffnete seine Agentur Freeman, Mander & Gossage 1957 in San Francisco. 1969 starb er an Leukämie.

## Werk
Gossages Werk besticht durch eine eigenwillige Art, Anzeigen zu schreiben und zu gestalten. Das Gros der Anzeigen sah eher aus wie Zeitungsartikel, bestand aus viel Text, meist mit einem Bild, einem Titel, der oft ein kompletter Satz war, und einem obligaten Coupon. Die meisten Anzeigen waren Folgen einer Serie und verbunden mit einem Wettbewerb oder anderer aktiven Teilnahme seitens der Betrachter. Gossage zeigte eine ungewöhnliche Sensibilität für die Befindlichkeit der Betrachter und sprach sie auf eine humorvolle Art an. Er schien besser als andere Werber zu verstehen, wo die Grenzen der Werbung liegen und schaffte es, diese Erkenntnisse in seine Arbeit einfließen zu lassen.
Bekannte Anzeigenserien realisiert er für Unternehmen wie Eagle Shirtmakers, G. Heileman Brewing Company, Land-Rover, Petrofina, Qantas und Whiskey Distillers of Ireland. Die erste große internationale Swissair-Kampagne hat ebenfalls Gossages Ideen aufgegriffen.
Für die wissenschaftliche Zeitschrift Scientific American hat er einen internationalen Papierflieger-Wettbewerb ausgeschrieben, der fast 12000 Einsendungen aus der ganzen Welt erhielt.
Mit einer Serie von drei Anzeigen für den Sierra Club erreichte Gossage, dass die Pläne für einen Grand-Canyon-Staudamm im amerikanischen Kongress fallengelassen wurden.

## Einfluss
Gossage war befreundet mit Marshall McLuhan, John Steinbeck, Tom Wolfe und Leopold Kohr. Er gilt als Entdecker von McLuhan, den er erstmals in die USA für einen Vortrag eingeladen hat. Er war ebenfalls bekannt mit dem Werbemann David Ogilvy, dessen Rolls Royce-Anzeige er in einer Land-Rover-Anzeige persiflierte und mit dem er eine Abneigung gegen Außenwerbung teilte. Grossen Einfluss hatte Gossage auf die Schweizer Werbeagentur GGK, die ihn zu einem Seminar nach Basel eingeflogen hatte.

## Bücher
- Ist die Werbung noch zu retten? Econ, Düsseldorf 1967, DNB 456786279. (Zweitauflage Hörzu, Hamburg 1987, OCLC 314659920)
  - englisch: Is there any hope for advertising? University of Illinois Press, Chicago 1987. (neu aufgelegt als The Book of Gossage. Copy Workshop, Chicago 1995 und 2006, ISBN 1-887229-28-0).
- mit Jerry Mander und George Dipple: Papierflieger: Modelle zum Selberfalten. dtv, München 1982, ISBN 3-423-10050-8.
  - englisch: mit Jerry Mander und George Dipple: The Great International Paper Airplane Book. Galahad Books, 1998, ISBN 1-57866-028-9.
- Macht und Ohnmacht der Werbung. Verlag Nadolski, Karlsruhe 1970, DNB 456786260